# Niederstetten (Landschaftsschutzgebiet)
Niederstetten ist ein knapp 1800 ha großes Landschaftsschutzgebiet auf der Gemarkung der Stadt Niederstetten im Main-Tauber-Kreis in Baden-Württemberg. Es wurde mit Verordnung vom 14. Oktober 1992 ausgewiesen (LSG-Nummer 1.28.012).

## Schutzzweck
Wesentlicher Schutzzweck des Landschaftsschutzgebietes ist:
1. die Erhaltung besonderer, den Landschaftscharakter prägender topographischer Ausbildungen und Landschaftselemente in ihrer Vielfalt, Eigenart und Schönheit. Hervorzuheben sind insbesondere die naturnahen Fließgewässer, die Klingen und Seitentäler sowie die Steinriegel;
2. die Sicherung ökologischer Ausgleichsflächen als Rückzugsgebiet für Tier- und Pflanzenarten, um eine möglichst große Artenvielfalt zu gewährleisten. Hier stellen besonders die Hangflächen mit ihrem vielfältigen Nutzungsmosaik ökologisch hochwertige Biotope dar;
3. die Sicherung des gesamten Landschaftsraumes als wertvolles Erholungsgebiet für die Allgemeinheit.